# Rata de puerto
Rata de puerto es una película en blanco y negro de Argentina dirigida por René Mugica sobre su propio guion escrito en colaboración con Isaac Aisemberg según el argumento de Ariel Cortazzo que se estrenó el 27 de agosto de 1963 y que tuvo como protagonistas a Breno Mello, Wolf Rubinsky, Elizabeth Killian y Héctor Méndez. Estuvo como camarógrafo el futuro director de cine y de fotografía, Aníbal Di Salvo.La actriz Zulma Faiad tiene en el filme una escena de desnudos con Breno Mello. Este último había protagonizado en 1959 la película Orfeo negro dirigida por Marcel Camus.

## Sinopsis
El hijo de una prostituta, estibador, luchador y matón.

## Reparto
- Breno Mello … Padre Honorio
- Wolf Rubinsky … Pablo, "El Rata"
- Elizabeth Killian … Raquel
- Héctor Méndez … Guzmán
- Maurice Jouvet … El Rumano
- Zulma Faiad … Zulma
- René Jolivet
- Loló Prat … Marga
- Raúl Ricutti
- Hércules Peucelle

## Comentarios
En la nota firmada por JD, La Razón dijo:

”Muchos momentos de acción, personajes de psicología reconocible desde el primer gesto (malos, buenos sensibles)…un diálogo en el que apuntan frases de simbólica resonancia (soy una rata y Ud. quiere convertirme en pájaro), imágenes captadas en su  gran mayoría, con total libertad de movimiento.”

Primera Plana afirmó:

”La excelente realización material tropezó aquí con los insalvables escollos de un libro mediocre.”